# 20 Y.O.
 (novembre 2014).
Si vous disposez d'ouvrages ou d'articles de référence ou si vous connaissez des sites web de qualité traitant du thème abordé ici, merci de compléter l'article en donnant les références utiles à sa vérifiabilité et en les liant à la section « Notes et références ».
Albums de Janet Jackson
Damita Jo
(2004) Discipline
(2008)
20 Y.O. est le neuvième album de Janet Jackson, sorti le 26 septembre 2006. L’album célèbre ses 20 ans de carrière depuis l’album Control commercialisé en 1986. Bien que l'album soit un échec commercial comparé aux ventes de ses anciens albums, il s’est tout de même vendu à 1,5 million d’exemplaires .

## Liste des pistes
1. Intro 20  0:52
2. So Excited (avec Khia) 3:14
3. Show Me  3:38
4. Get It Uut Me  3:04
5. Do It 2 Me  4:06
6. This Body  4:10
7. 20 Part 2  0:27
8. With U  5:08
9. Call On Me (avec Nelly) 3:24
10. 20 Part 3  0:28
11. Daybreak  4:21
12. Enjoy  4:30
13. 20 Part  4 0:43
14. Take Care  5:43
15. Love 2 Love  5:03
16. Outro 20 Part 5  1:03
17. Roll Witchu 4:30

## Singles
- Call on me
- So excited
- Enjoy
- With U